# ليندسي روي
ليندسي روي (بالإنجليزية: Lindsay Roy)‏ هو سياسي بريطاني، ولد في 19 يناير 1949. حزبياً، نشط في حزب العمال. في 2008 Glenrothes by-election ‏، انتخب عضو برلمان المملكة المتحدة الـ54 عن دائرة غلينروذز وقد انضم خلال فترته النيابية ‏ (7 نوفمبر 2008 – 12 أبريل 2010) للكتلة البرلمانية حزب العمال وفي انتخابات المملكة المتحدة لعام 2010، انتخب عضو برلمان المملكة المتحدة الـ55 عن دائرة غلينروذز وقد انضم خلال فترته النيابية ‏ (6 مايو 2010 – 30 مارس 2015) للكتلة البرلمانية حزب العمال.